# Agronom gromadzki
Agronom gromadzki – specjalista rolnictwa zatrudniony w powiatowym związku kółek rolniczych, skierowany do gromady z zadaniem udzielania pomocy fachowej, porady, instruktażu i szkolenia rolników indywidualnych. Agronom – tytuł zawodowy osoby, która pracuje w służbach rolnych lub jednostkach rolniczych, legitymujący się wykształceniem rolniczym.
Agronom gromadzki powiatowego związku kółek rolniczych funkcjonował w latach 1961–1967.

## Pojęcie agronom w ujęciu historycznym
Nazwa agronom wywodzi się z pojęcia agronomia, która obejmuje całokształt wiedzy teoretycznej i praktycznej o gospodarstwie wiejskim. Agronomia, pochodzi od greckiego słowa agronomos, czyli zarządzający majątkiem ziemskim. Ogólnie rzecz biorąc agronom to specjalista zarządzający gospodarstwem rolnym, znający praktyki dotyczące uprawy roli i roślin oraz chowu zwierząt.
Na przełomie XIX i XX wieku pojawiło się pojęcie agronomia społeczna, przez którą rozumiano działalność społeczną, opartą na inicjatywie zrzeszeń i samorządu wiejskiego, polegająca na rozpowszechnianiu wiedzy rolniczej wśród rolników 2). Stanowisko agronoma występuje w innych jednostkach organizacyjnych, jak w byłych państwowych gospodarstwach rolnych, rolniczych spółdzielniach produkcyjnych, spółdzielni kółek rolniczych oraz zakładach przemysłu rolno-spożywczego.

## Działalność instruktorów rolnych w powiatowych związkach kółek rolniczych (1957–1960)
Reaktywowanie działalności kółek rolniczych w 1957 r. przyczyniło się do wznowienia działalności instruktorów rolnych, przed którymi postawiono następujące zadania:
- podjęcie działań mających na celu podniesienie gospodarki, oświaty rolniczej i kultury wsi,
- organizowanie i prowadzenie fachowego poradnictwa agrotechnicznego,
- rozwijanie różnych form oświaty rolniczej dla dorosłych i przysposobienia rolniczego młodzieży wiejskiej.

Według zarządzenia Ministra Rolnictwa z 1958 r., wśród podstawowych zadań instruktora rolnego wymieniono:
- realizacja planu społeczno-gospodarczego rozwoju gromady w zakresie produkcji rolniczej,
- wymiana kwalifikowanego materiału siewnego i sadzeniaków w ramach planu nasiennego,
- organizowanie racjonalnego wykorzystanie środków produkcji w postaci nawozów mineralnych, środków ochrony roślin i wapna nawozowego,
- podnoszenie poziomu kultury rolnej oraz upowszechnianie wyników badań naukowych,
- prowadzenie masowych szkoleń rolniczych w okresie jesienno-zimowym i poletek doświadczalnych, odwiedzin sąsiedzkich, lustracji i wycieczek w okresie wiosenno-letnim.

## Agronom gromadzki powiatowego związku kółek rolniczych (1961-1967)
Zarządzeniem Ministra Rolnictwa z 1960 r. w powiatowych związkach kołek rolniczych powołano stanowiska agronomów gromadzkich. Do podstawowych obowiązków agronomów należało stałe podnoszenie poziomu kultury rolnej, zapewnienie realizację ustaw, uchwał i zarządzeń dotyczących produkcji rolniczej oraz wykonywanie statutowych zadań kółek rolniczych.
Wśród szczegółowych zadań wymieniono:
- organizowanie produkcji nasiennej i realizowanie gromadzkiego planu nasiennego w oparciu o ustawę z 1961 r. o hodowli roślin i nasiennictwie[6],
- organizowanie walki z chorobami i szkodnikami upraw roślinnych oraz zwalczaniem chwastów w oparciu o ustawę z 1961 r. o ochronie roślin uprawnych przed chorobami, szkodnikami i chwastami[7],
- wprowadzanie we wszystkich indywidualnych gospodarstwach rolnych określonych zabiegów agrotechnicznych i zootechnicznych, zwanych „agrominimum”[8],
- organizowanie poradnictwa w zakresie racjonalnego stosowania nawozów mineralnych, ze szczególnym uwzględnieniem wapnowania w oparciu o ustawę o obowiązku stosowania nawozów mineralnych[9]
- organizowanie zagospodarowania gruntów Państwowego Funduszu Ziemi,
- podejmowanie działalności w zakresie wprowadzenia postępu w produkcji rolniczej, w celu rozwiązania najbardziej żywotnych dla danej gromady problemów.

W 1968 r. etaty agronomów gromadzkich powiatowego związku kółek rolniczych wraz ze środkami finansowymi przekazano do gromad, w celu zorganizowania gromadzkiej służby rolnej.

### Agronomówki – siedziby służby agronomicznej
Uchwałą Rady Ministrów z 1960 r., zobowiązane gminy do budowy tzw. agronomówek, w celu zapewnienia siedzib dla służby agronomicznej. W 1961 r. zakładano wybudować tysiąc obiektów, zaś w perspektywie kilku lat – sześć tysięcy budynków, co odpowiadało ówczesnej sieci gromad. Realizowano trzy typy agronomówek, w tym: typ I – dla agronoma, typ II – dla agronoma i zootechnika oraz typ III – dla agronoma, zootechnika i lekarza weterynarii. Do końca 1967 r. wybudowano 2840 agronomówek, w tym 1880 typu I (65,8%), 842 typu II (29,6%) oraz 129 typu III (4,6%).